# Татаринцев, Николай Петрович
Никола́й Петро́вич Тата́ринцев (11 декабря 1924, Трескино, Тамбовская губерния — 19 апреля 2007) — командир отделения сапёрного взвода 928-го Дунайского стрелкового полка, ефрейтор — на момент представления к награждению орденом Славы 1-й степени.

## Биография
Родился 11 декабря 1924 года в селе Трескино (ныне — Инжавинского района Тамбовской области). Окончил 6 классов. Работал в колхозе.
В августе 1942 года был призван в Красную Армию Инжавинским райвоенкоматом. На фронте с января 1943 года. Боевой путь начал под Сталинградом. На минах молодого сапера Татаринцева подорвался не один вражеский танк. Воевал в составе саперного взвода 928-го стрелкового полка. За мужество и отвагу в первых боях был награждён медалью «За боевые заслуги». Затем были бои за освобождении Левобережной Украины, города Харькова. После непродолжительного отдыха и доукомплектования дивизия устремилась к Днепру, форсировала его в районе Кременчуга и приняла активное участие в разгроме Корсунь-Шевченковской группировки противника. За форсирование Днепра награждён медалью «За отвагу».
17 июня 1944 года у села Тешкуренцы при прорыве обороны противника и в последующих боях красноармеец Татаринцев в составе группы старшего сержанта Исайченкова проделал свыше 10 проходов в заграждениях врага, уничтожил из личного оружия 6 пехотинцев и 8 взял в плен. Приказом от 18 сентября 1944 года сержант Татаринцев Николай Петрович награждён орденом Славы 3-й степени.
В начале декабря 1944 года в районе населённых пунктов Надь-Дорог и Цеце 252-я стрелковая дивизия, встретив сильное сопротивление противника, перешла к обороне. Передний край проходил перед железной дорогой. Ежедневно по ней курсировал вражеский бронепоезд и прямой наводкой из пушек и пулеметов обстреливал позиции дивизии. 5 декабря 1944 года красноармеец Татаринцев в составе группы старшего сержанта Исайченкова скрытно подобрался к железнодорожной линии. Бойцы сняли часовых, заложили взрывчатку в акведук и взорвали полотно. Путь вражескому бронепоезду к огневым позициям был перекрыт. 27 декабря в 4 км северо-западнее города Секешфехервар вместе с другими сапёрами разминировал минное поле и проделал проход в проволочных заграждениях противника, обеспечивая атаку стрелковой роты. Приказом от 11 марта 1945 года красноармеец Татаринцев Николай Петрович награждён орденом Славы 2-й степени.
21 марта близ населённого пункта Сомор и 27 марта в бою у города Комарно ефрейтор Татаринцев со своим отделением проделал два прохода в заграждениях противника. В ночь на 30 марта в составе взвода обеспечивал переправу стрелковых подразделений через Дунай. 3 апреля с бойцами взвода под городом Братислава под артиллерийско-миномётным огнём переправил на пароме через Дунай стрелковые подразделения, оружие и боеприпасы, содействуя успеху боя на левом берегу. За мужество и отвагу, проявленные в этих боях, сапёр был представлен к награждению орденом Славы 1-й степени.
За всю войну сапёр Татаринцев не получил ни одного ранения. В ночь на 1 мая у города Моравска-Острава в Чехословакии в составе группы сапёров Татаринцев устанавливал мины на пути возможной атаки врага. Рядом произошел взрыв, и сапёра накрыла взрывная волна. С осколочным ранением, с ожогами и контузией он попал в госпиталь.
В том же 1945 году, после длительного лечения, Н. П. Татаринцев был демобилизован. Получив группу инвалидности, вернулся в родное село Трескино. Работал сначала счетоводом в сельпо, затем в родном колхозе.
Указом Президиума Верховного Совета СССР от 15 мая 1946 года за исключительное мужество, отвагу и бесстрашие, проявленные на заключительном этапе Великой Отечественной войны в боях с вражескими захватчиками, ефрейтор Татаринцев Николай Петрович награждён орденом Славы 1-й степени. Стал полным кавалером ордена Славы.
В 1957 году перешёл в систему потребкооперации. Трудился в промтоварном магазине Калугинского рабкоопа в своём же селе. Возил его товары на рынок в Инжавино. С этой работы в 1985 году ушёл на пенсию.
Последние годы ветеран войны полный кавалер ордена славы Татаринцев Николай Петрович жил в селе Инжавино, районном центре Тамбовской области. Скончался 19 апреля 2007 года.
Награждён орденами Отечественной войны 1-й степени, Славы 3-х степеней, медалями.